# Pseudocyonopsis
Pseudocyonopsis (lett. Falsa faccia di cane) era un mammifero carnivoro vissuto in Europa tra la fine dell'Eocene e l'inizio dell'Oligocene (tra 33,9 e 28,4 milioni di anni fa).

## Descrizione
Si tratta di uno dei più antichi rappresentanti della sottofamiglia Amphicyoninae: la specie P. ambiguus risale al primo Oligocene ed è stata ritrovata nel bacino di Quercy in Francia, assieme a resti fossili di Cynodictis, Brachycyon, Pseudamphicyon lupinus e Sarcocyon ferox. 
Tra le rocce fosforitiche del sito francese sono emersi anche carnivori nimravidi come i generi Eofelis e Quercylurus.
Oligocenica è anche la specie P. antiquus rinvenuta invece a Detan, località della Repubblica Ceca.
Pseudocyonopsis ambiguus è stato descritto sulla base di una mascella e due mandibole ritrovate dal paleontologo Filhoi nel 1876. I primi tre premolari sono allungati mentre il quarto è più alto. Il dente carnassiale superiore è stretto, di forma allungata con un tallone interno piccolo e una lunga lama nella trigonide (l'estremità tagliente).
In base invece all'unica sua mandibola ritrovata, si sono calcolate per Pseudocyonopsis quercensis le dimensioni approssimative di un lupo. Rispetto alla specie P. ambiguus, presenta una dentatura con  caratteri più primitivi che evocano il Cynodictis: i premolari posteriori sono più alti con un trigonide più snello e un talonide (la parte che frantuma) più breve; il secondo molare è più breve rispetto al primo, quest'ultimo è più stretto e le sue cuspidi sono meno massicce.